# Церква Усіх Святих (Кишинів)
Церква Усіх Святих (рум. Biserica Duminica Tuturor Sfinților, Biserica Toţi Sfinţii) — храм Кишинівської єпархії Російської православної церкви в місті Кишинів.

## Історія
Ініціатива спорудження храму належить мешканці Кишинева Олені Матасариці, яка у 1818 році звернулася до митрополита Кишинівського Гавриїла (Бенулеску-Бодоні) з пропозицією збудувати на кишинівському православному цвинтарі Кам'яну церкву в ім'я Святителя Миколая. У 1822 році архієпископ Кишинівський Димитрій (Сулима) взяв будівництво під особисту опіку, зважаючи на те, що поміщиця не могла закінчити будівництво. Тоді ж посвячення храму змінено на Всіх Святих. У 1827 році в церкві почалися богослужіння.
У 1879 році настоятель Всехсвятської церкви Хрісанф Бочковський піклується про її розширення та будівництво дзвіниці. З цією метою Консисторія видала на рік причту церкви прохальну книгу для збору пожертвувань. 1880 року заплановані роботи вдалося здійснити. За однією з версій, проект дзвіниці розробив Олександр Йосипович Бернардацці.

## Архітектура
Церква побудована у формі ротонди, оточеної доричними пілястрами. Величезний сферичний купол розміщується на високому круглому барабані. Під храмом міститься склеп, що повторює кругову форму храму. Із західного боку розташована дзвіниця, сполучена з церквою.